# Groin
Le groin est un terme désignant surtout le museau des suidés, mais aussi des taupes et des musaraignes. C'est une structure plate, nue et mobile en forme de disque et percé par des narines. Soutenu par un fort cartilage et renforcé par un os dermique, il sert aux suidés pour fouiller le sol et il complète les défenses pour déterrer des racines ou des tubercules. Chez l'hylochère (Hylochoerus meinertzhageni), le groin peut mesurer 16 cm de largeur pour 10 cm de hauteur. D'autres espèces comme le blaireau à gorge blanche (Arctonyx collaris) ou la Tortue à nez de cochon (Carettochelys insculpta) possèdent un appendice nasal similaire. Dans les anciennes reconstitutions, Palaeotherium est dépeint avec un groin mais des études plus récentes démontrent qu'il a une tête plus semblable au cheval (Equus caballus).

Exemples d'espèces ayant un groin ou une structure similaire :
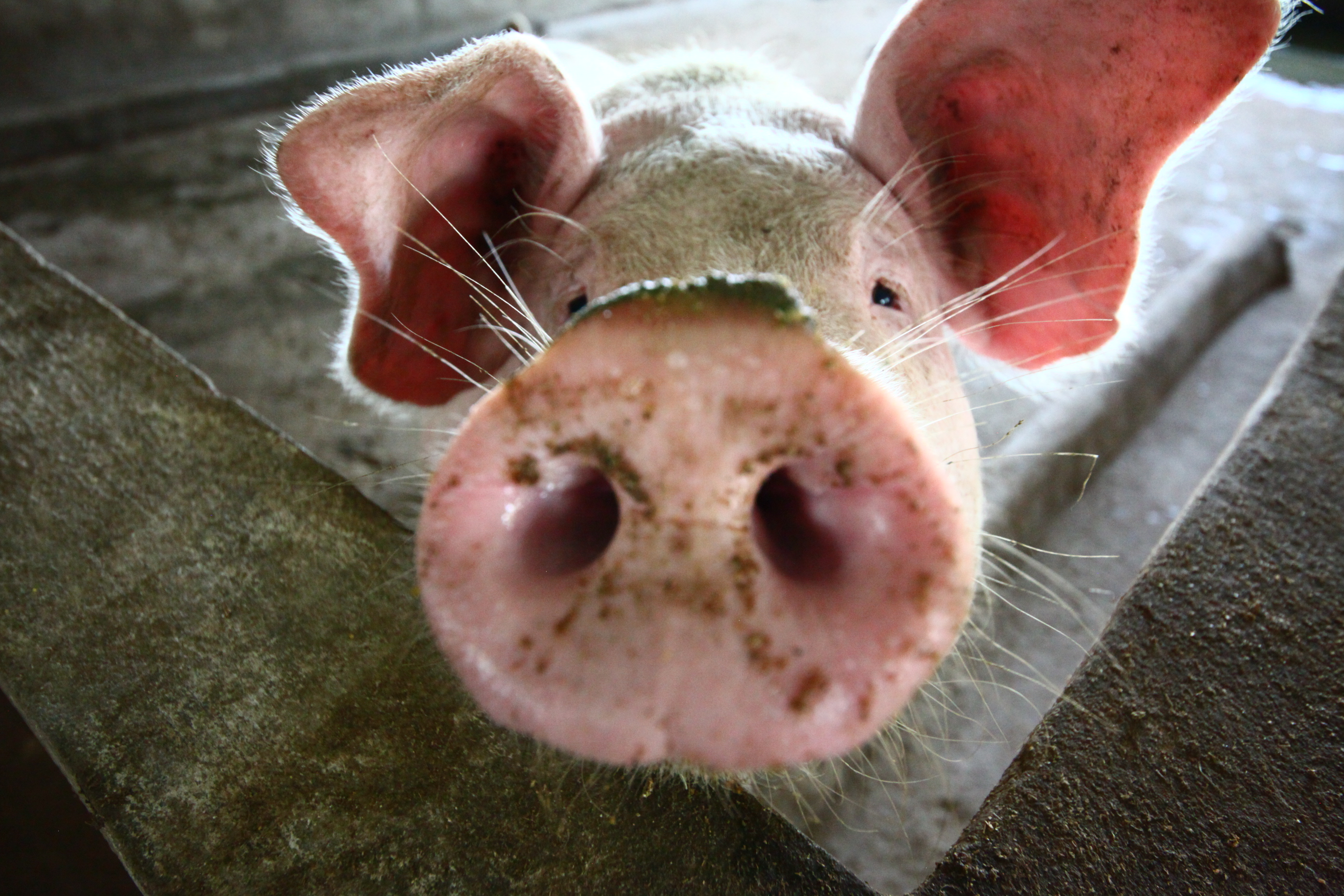
Le porc (Sus scrofa domesticus).
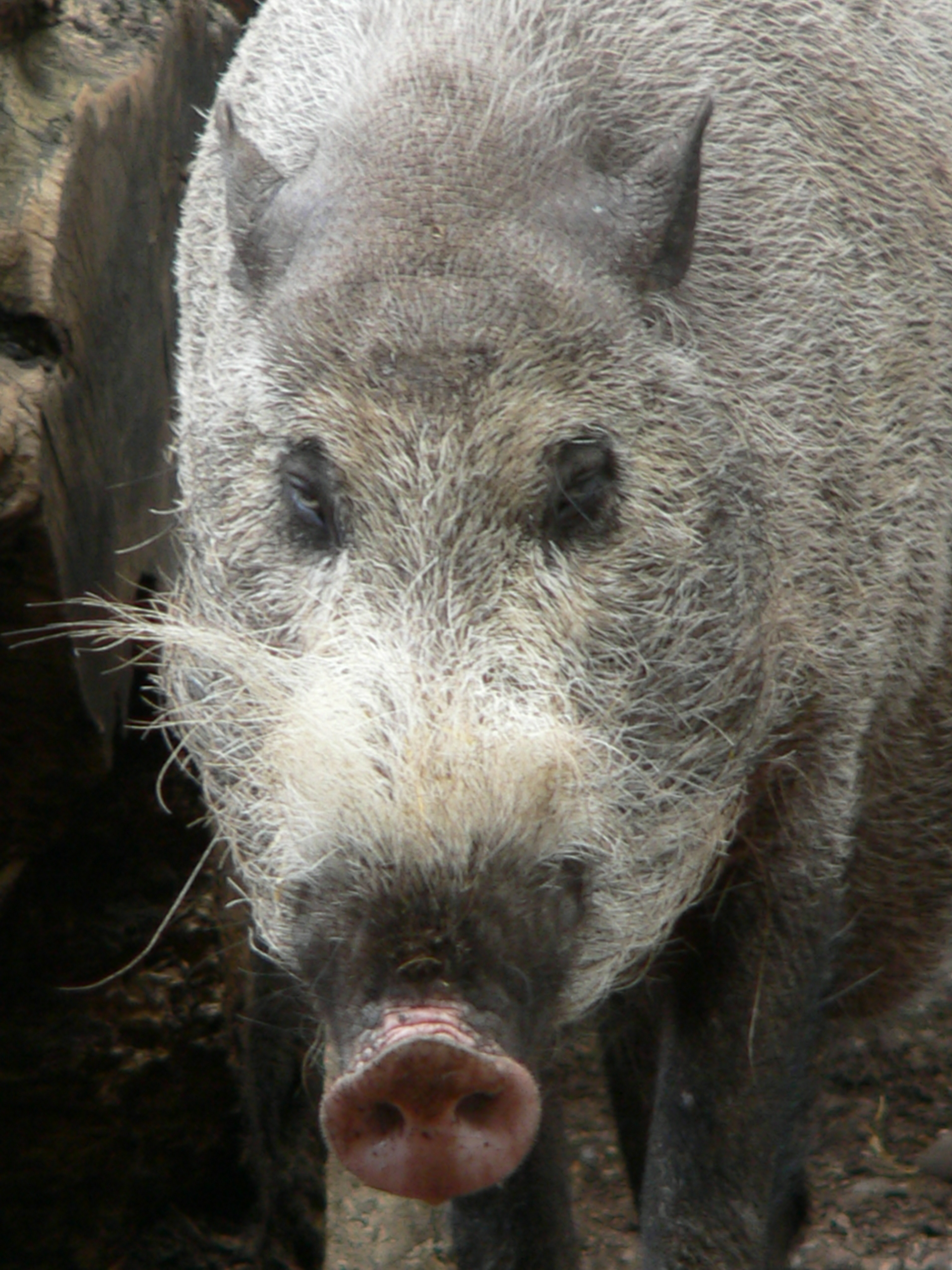
Le sanglier à moustaches (S. barbatus).
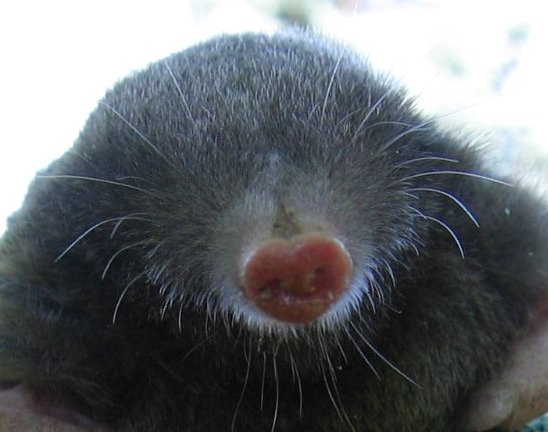
La taupe d'Europe (Talpa europaea).
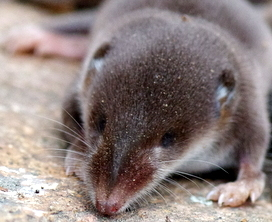
La musaraigne carrelet (Sorex araneus).
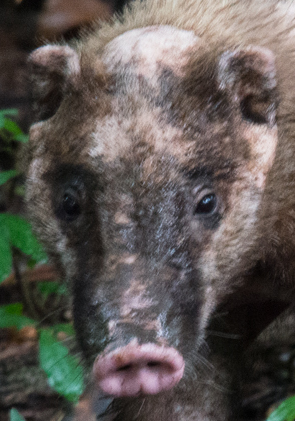
Le blaireau à gorge blanche (Arctonyx collaris).
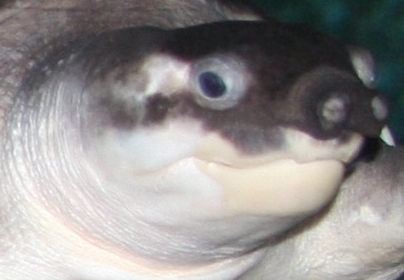
La tortue à nez de cochon (Carettochelys insculpta).

## Gastronomie

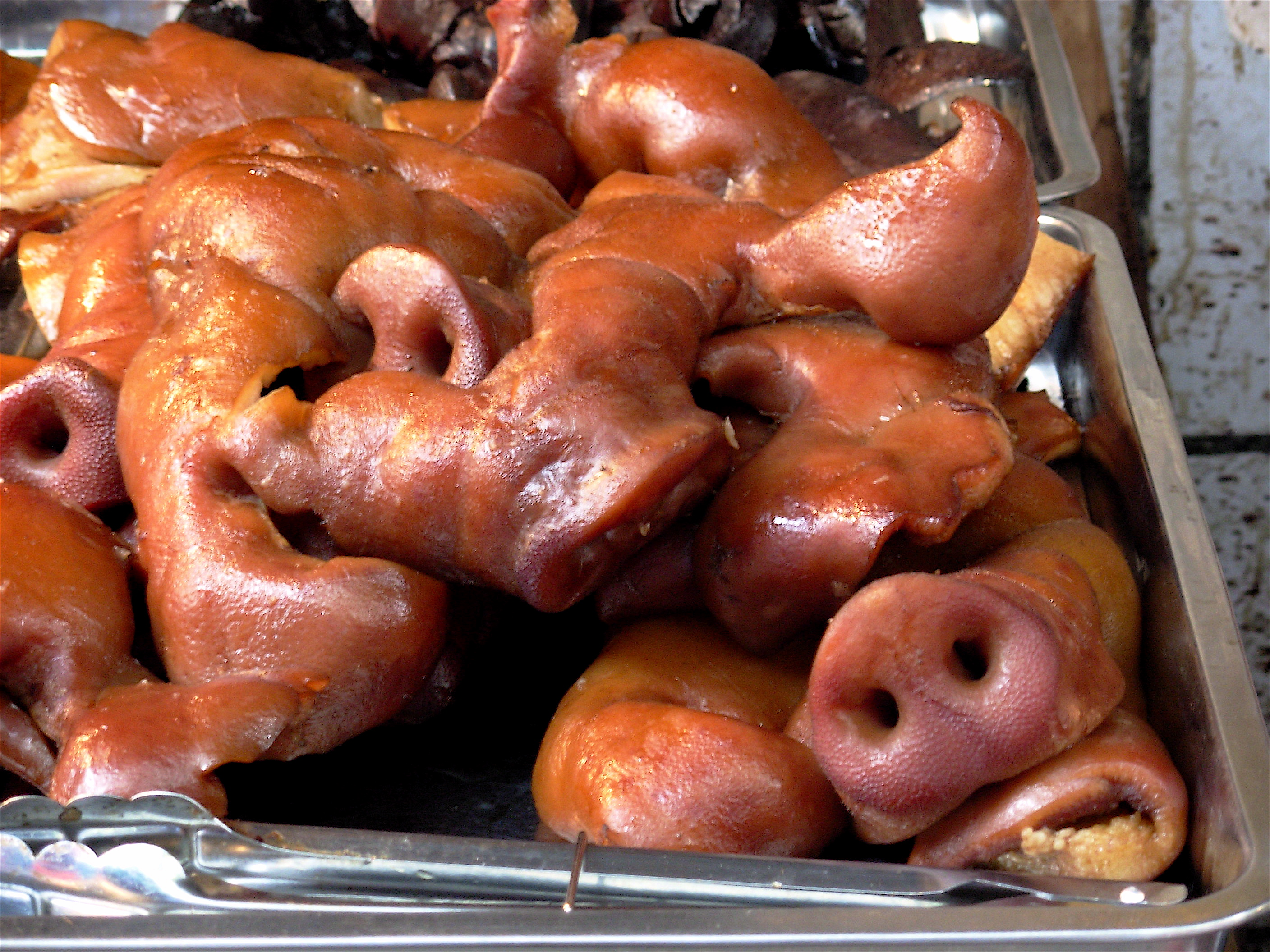
Groins de porc dans un marché à Chongqing, en Chine.

Sous l'appellation plus générique de museau, il s'agit en gastronomie d'une découpe (en) classée dans les abats rouges.